# Luis Rosales (periodista)
Luis Rosales (Mendoza; 20 de febrero de 1965) es un periodista y político argentino que fue candidato a Vicepresidente de la Nación en las elecciones presidenciales de 2019 junto a José Luis Espert. Es Licenciado en Administración en la Universidad Nacional de Cuyo, posee maestrías, una en Relaciones Internacionales en la Universidad de Belgrano. Trabajó como profesor de Comunicación política en la Universidad del Salvador de Buenos Aires.

## Biografía

### Funcionario mendocino
Fue Diputado de la Provincia de Mendoza, electo en 1988. Dos años después, fue designado Secretario de Turismo en esa misma Provincia. En el 2000, fue designado por el presidente Fernando De la Rúa como Agregado Turístico argentino para los Estados Unidos y Canadá.
Además, se presentó como candidato a Gobernador de Mendoza en las elecciones de 2011 por Compromiso Federal y, más tarde, como candidato a Diputado Nacional por Mendoza en las elecciones legislativas de 2013, por el partido Propuesta Republicana (PRO). En 2018 fue cuestionado tras la detención por narcotráfico de Federico “Fred” Machado, vinculado a la campaña de José Luis Espert y Luis Rosales (Movimiento Libertario). Machado fue detenido acusado de presunto lavado de dinero y tráfico de estupefacientes en Estados Unidos, siendo uno de los principales financistas de la campaña del movimiento libertario y quien había prestado su avión personal a Espert y Rosales. La investigación fue llevada adelante por la corte del distrito este de Texas, apuntandose a diferenes cargos criminales distintos, entre los que se incluye el tráfico de estupefacientes, el lavado de dinero, fraude informático, defraudación al estado, contrabando y adulteración de matrículas de aviones. La detención de Machado llevó  a denuncias 
sobre el posible financiamiento del narcotráfico a las campañas presidenciales de Espert/Rosales y la candidatura de Yamil Santoro. Machado, además, estaba vinculado con el alquiler de aviones a los hermanos Juliá, quienes fueron procesados y condenados en España por tráfico de cocaína.

### Candidatura a Vicepresidente
El día 21 de junio de 2019, José Luis Espert anunció que su compañero de fórmula para competir en las elecciones primarias sería Luis Rosales, en busca de conseguir el 1,5% de los sufragios necesarios para participar de las elecciones presidenciales de octubre de ese año.
En las PASO, el Frente Despertar obtuvo el 2,16% de los votos. Esto les permitió competir en las generales, donde perdieron más de cien mil votos y se quedaron con el 1,47%, quedando en último lugar en medio de elecciones polarizadas entre las dos principales fórmulas, la de Juntos por el Cambio y la del Frente de Todos.

### Asesor político
Luis Rosales se desempeñó como asesor político en distintas campañas a lo largo del continente como socio de Dick Morris, siendo la más destacada la participación en la campaña presidencial de Donald Trump en 2024, logrando la reelección del candidato republicano.

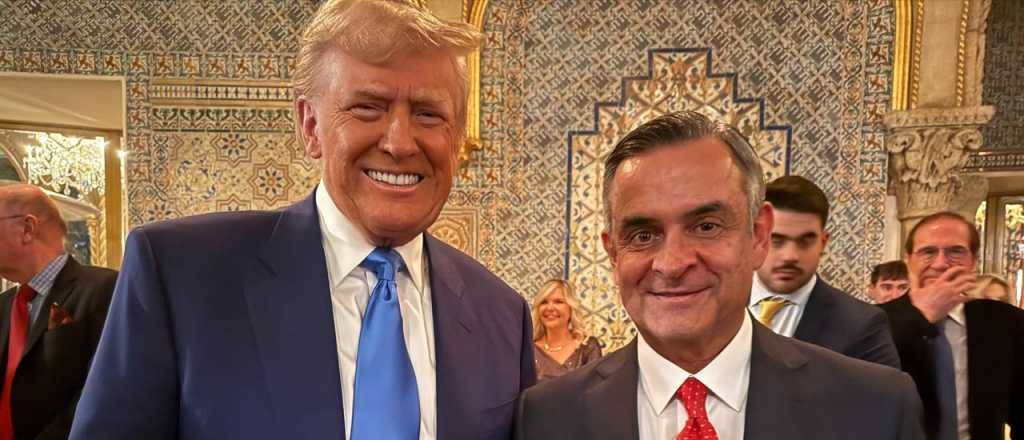
Luis Rosales junto a Donald Trump en Mar-a-Lago, celebrando la victoria del candidato republicano para quien trabajó en su campaña presidencial 2024.